# 黒瀬駅
黒瀬駅（くろせえき）は、石川県加賀市黒瀬町に存在した北陸鉄道山中線（加南線）の駅である。1971年（昭和46年）、同線の廃線に伴い廃駅となった。

## 歴史
- 時期不明：開業。
- 1971年（昭和46年）7月11日：加南線全線廃止により廃駅。

## 駅構造
片面ホーム1面1線の無人駅で、築堤の上にホームが設けられていた。

## 廃止後
線路跡の築堤がそのまま砂利道となっているが、ホームの跡は残っていない。

## 隣の駅
北陸鉄道
山中線
河南駅 - 黒瀬駅 - 帝国繊維前駅